# 8-й драгунський полк (Австро-Угорщина)
8-ий драгунський полк — полк цісарсько-королівської кавалерії Австро-Угорщини.
Повна назва: K.u.k. Böhmisches Dragoner-Regiment «Graf Montecuccoli» Nr. 8

Дата утворення — 1618 рік.

Почесний шеф — Раймунд Монтекукколі.

## Історія полку
- історія полку розпочинається з кавалерійських підрозділів армії Габсбургів у XVII ст.
- 1769 року полк отримує назву «4-ий кавалерійський полк».
- 1798 року перетворений на 8-ий полк кірасирів
- 1802 р. — 4-ий полк Чарторийського
- 1867 р. — 8-ий полк драгунів
- 1888 р. — отримав в патрони графа Монтекукколі.

## Склад полку
Штаб
Допоміжні служби:
- взвод розвідників (піонерів)
- телеграфна служба
- допоміжна служба

2 дивізіони, в кожному з яких:
- 3 ескадрони по 177 драгунів

Повний склад полку — 37 офіцерів і 874 драгуни.
Набір рекрутів до полку — Прага.
Національний склад полку (1914) — 58 % чехів, 42 % інших.
Мова полку — чеська.

## Інформація про дислокацію
| I. | II. | III. |
| --- | --- | --- |

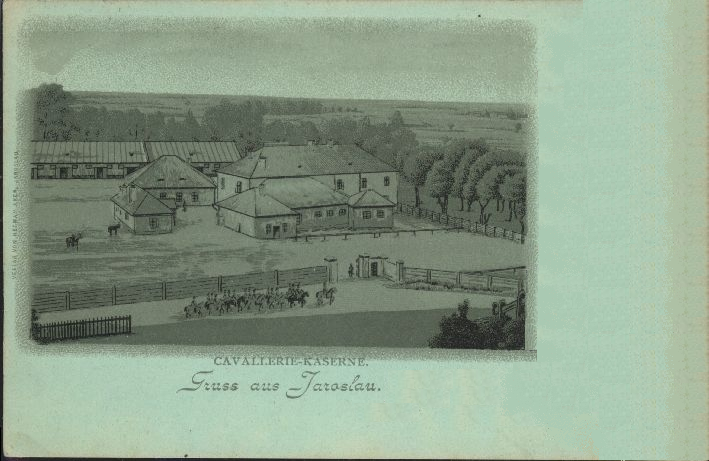
Кавалерійські казарми у Ярославі

| - 1649 Лінц - 1650 Внутрішня Австрія - 1651-57Штирія - 1660 Нижня Австрія - 1661 Верхня Угорщина (сучасна Словаччина) - 1663-64 Угорщина, потім Сілезія - 1665 Внутрішня Австрія - 1670 Чаковец - 1671-72 Верхня Угорщина - 1679 Вормс - 1698—1701 Верхня і Нижня Австрія (Енс) - 1714 Моравія і Сілезія - 1715-16 Чехія - 1720 Комітат Нітра - 1731 Верхня Угорщина (5 компаній в Ломбардії) - 1733-34 Богемія (Пльзень) - 1736-37 Банат - 1739 Кошиці - 1740-41 Моравія | - 1746-47 Комітат Нітра - 1748 Середь - 1752-56Пардубіце - 1763 Скалиця - 1766 Середь - 1767 Брезова - 1768 Середь - 1770 Комітати Золь і Тренчин - 1775-78 Скалиця - 1779 Кьосег - 1787 Сомбатгей, потім Відень - 1788-92 Жатец - 1798-99 Тршебонь - 1801 Орадя - 1802-05 поперемінно Надь-Карой та Сатмар - 1806 Надь Карой - 1807 Сіксо - 1808-09 Кіттце - 1810 Бат | - 1811 Відень - 1812-13 Гая - 1814-15 Відень - 1815 Брандіс - 1819 Відень - 1820 Клаттау - 1836-48 Подєбради - 1849 Відні - 1851 Надь-Топольчани, то Нойхойзель - 1852 Ксьосег - 1854 Микулинці, потім Переворськ - 1855-59 Просніц - 1859-66 Цеглед - 1866 Рааб - 1870 Санкт-Георген (Братислава) - 1879 Штоккерау - 1880 Відень - 1885 Пардубіце - 1903 Перемишль |

- 1898 рік — керівництво і обидва дивізіони — у місті Ярослав.

- 1914 рік — штаб полку, І-ий дивізіон і 6-й ескадрон — у Ярославі, ІІ-ий дивізіон (4-й і 5-й ескадрони) — у Радимно, а запасний ескадрон у Пардубіце[4] .

- 1914 — входить до складу Х корпусу, 6 кавалерійська дивізія, 5 Бригада кавалерії

## Командири полку
- 1859: Карл Нетцер фон Зільталь[5]
- 1879: Максіміліан Воннеш[6]
- 1908: Людвіг Феттер[7]
- 1914: Ойген Адлер[8]